# Tricholita semitropicae
Tricholita semitropicae är en fjärilsart som beskrevs av Barnes och Benjamin 1927. Tricholita semitropicae ingår i släktet Tricholita och familjen nattflyn. Inga underarter finns listade i Catalogue of Life.